# Parque nacional de Mu Ko Phetra
El Parque nacional de Mu Ko Phetra (en tailandés: อุทยานแห่งชาติหมู่เกาะเภตรา) es un parque nacional marino en el estrecho de Malaca frente a Tailandia, que abarca en su mayor parte una línea costera intacta, aguas abiertas y unas 30 islas de la parte meridional de la provincia de Trang y la parte septentrional de la provincia de Satun. Establecido el 31 de diciembre de 1984, es el 49.º parque nacional y el 14º parque nacional marino de Tailandia.
La mayor parte del parque, alrededor del 94,74% o 468,38 km² de un total de 494,38 km², es de aguas abiertas. Las dos islas más grandes del parque son Ko Phetra (tailandés: เกาะเภตรา) y Ko Khao Yai (tailandés: เกาะเขาใหญ่). Varias islas son sitios de puesta de huevos de tortugas marinas. Hay ricos arrecifes de coral alrededor de las islas. Muchas de las islas consisten en rocas calizas empinadas y pequeñas playas. Son utilizadas como refugios temporales por los pescadores durante la temporada de pesca.
En las cuevas de los acantilados a gran altura en algunas de las islas es donde las tortugas construyen sus nidos y se reproducen. Varias islas fueron concesionadas durante décadas para recoger nidos de aves. Son muy valiosos y están estrechamente vigilados con armas de fuego. El viaje a esas islas debe hacerse con compañías de turismo locales ya que sus barcos son reconocidos e ignorados por los guardias.
El nombre tailandés Phetra proviene del malayo Pulau Petra (la isla de Petra).
La continuidad del parque está amenazada por el proyecto del puerto marítimo de aguas profundas de Pak Bara.